# يافجني خالدي
يافجني خالدي (بالأوكرانية: Халдей Євген Ананійович) (الروسية: Халдей, Евгений Ананьевич)، من مواليد 23 مارس عام 1917، وتوفي بتاريخ 6 أكتوبر 1997م، وهو مصور عسكري سوفيتي أوكراني الأصل، شارك في الحرب العالمية الثانية بقيامه التصوير للجيش السوفيتي، واشتهر بتصويره لجندي سوفيتي رفع العلم فوق مبنى الرايخستاخ المدمر (انظر رفع العلم فوق الرايخستاج).

## وصلات خارجية
- يافينجي خالدي على موقع IMDb (الإنجليزية)